# NK Šmartno
Der Nogometni Klub Šmartno 1928 (deutsch Fußball Klub Šmartno 1928, kurz: NK Šmartno) ist ein slowenischer Fußballverein aus Šmartno ob Paki. Der Verein gründete sich nach finanziellen Schwierigkeiten des 1928 gegründeten NK Šmartno ob Paki 2005 neu. 2010 bis zum Abstieg 2015 spielte der Verein in der zweithöchsten Liga Sloweniens.

## Spieler
- Bojan Prašnikar (1977–1979) Spieler, (1979–1983) Spielertrainer